# Eria
Eria је род, из породице орхидеја Orchidaceae. Род је доста велики има око 500 врста распрострањен у Кини, на Хималајима, Индијски Подконтинент, Јужна Азија, Нова Гвинеја, Полинезија, Меланезија и Микронезија.

## Врсте

#### A
- Eria acuminata  (Blume) Lindl. (1830)
- Eria affinis  Griff. (1851)
- Eria albescens  Ridl. (1917)
- Eria albiflora  Rolfe (1893)
- Eria albolutea  Rolfe (1917)
- Eria aliciae  Quisumb. (1938)
- Eria amplectens  J.J.Sm. (1912)
- Eria ancorifera  J.J.Sm. (1908)
- Eria andamanica  Hook.f. (1890)
- Eria angustifolia  Ridl. (1894)
- Eria annapurnensis  L.R.Shakya & M.R.Shrestha (2007)
- Eria anomala  Schltr. (1925)
- Eria apertiflora  Summerh. (1929)
- Eria aporoides  Lindl. (1859)
- Eria arunachalensis  A.N.Rao  1998)
- Eria atrorubens  Schltr. (1912)
- Eria atrovinosa  Carr (1929)
- Eria aurantia  J.J.Sm. (1912)
- Eria aurantiaca  Ridl. (1910)

#### B
- Eria bancana  J.J.Sm. (1920)
- Eria baniae  Bajrach. (2002)
- Eria bengkulensis  J.J.Sm. (1926)
- Eria berringtoniana  Rchb.f. (1872)
- Eria bhutanica  Bajrach. & K.K.Shrestha (2003)
- Eria bidupensis  (Gagnep.) Seidenf. ex Aver. (1988)
- Eria bifalcis  Lindl. (1859)
- Eria biflora  Griff. (1851)
- Eria bigibba  Rchb.f. (1884)
- Eria biglandulosa  J.J.Sm. (1914)
- Eria bilobulata  Seidenf. (1982)
- Eria binabayensis  Ames (1907)
- Eria bogoriensis  J.J.Sm. (1933)
  - Eria bogoriensis var. bogoriensis
  - Eria bogoriensis var. kurokawae  T.Hashim. (1988)
- Eria brachystachya  Rchb.f. (1855)
- Eria brevicaulis  Seidenf. (1982)
- Eria brownei  Braid (1924)
- Eria bulbophylloides  C.Schweinf. (1936)

#### C
- Eria calcarea  V.N.Long & Aver. (2002)
- Eria carinata  Gibson (1845)
- Eria carnea  J.J.Sm. (1907)
- Eria carnosula  J.J.Sm. (1928)
- Eria carolettae  Hance (1877)
- Eria carunculosa  (Gagnep.) Seidenf. ex Aver. (1988)
- Eria celebica  Rolfe (1899)
- Eria chlorantha  Aver. & Averyanova (2006)
- Eria chrysocardia  Schltr. (1911)
- Eria clausa  King & Pantl. (1896)
- Eria clavata  Holttum (1947)
- Eria clavicaulis  Wall. ex Lindl. (1840)
- Eria clavimentalis  Ridl. (1917)
- Eria cochinchinensis  Gagnep. (1930)
- Eria coffeicolor  Kraenzl. (1911)
- Eria compressa  (Blume) Blume (1856)
  - Eria compressa var. compressa
  - Eria compressa var. sumatrana  J.J.Sm. (1920)
- Eria compressoclavata  J.J.Sm. (1932)
- Eria conica  Summerh. (1929)
- Eria consanguinea  J.J.Sm. (1931)
- Eria convallariopsis  Kraenzl. (1910)
- Eria cootesii  D.P.Banks (2008)
- Eria cordifera  Schltr. (1912)
  - Eria cordifera subsp. borneensis  J.J.Wood (1984)
  - Eria cordifera subsp. cordifera
- Eria coronaria  (Lindl.) Rchb.f. (1861)
- Eria crassicaulis  Hook.f. (1889)
- Eria crassipes  Ridl. (1908)
- Eria cristata  Rolfe (1892)
- Eria crucigera  Ridl. (1896)
- Eria curtisii  Rchb.f. (1880)
- Eria cymbiformis  J.J.Sm. (1904)

#### D
- Eria dasystachys  Ridl. (1896)
- Eria dayana  Rchb.f. (1877)
- Eria decipiens  Schltr. (1911)
- Eria decurrentipetala  J.J.Sm. (1928)
- Eria deliana  J.J.Sm. (1909)
- Eria dentrecasteauxii  Kraenzl. (1910)
- Eria diluta  Ridl. (1916)
- Eria diversicolor  V.N.Long & Aver. (2002)
- Eria djaratensis  Schltr. (1911)
- Eria dulitensis  Carr (1935)
- Eria dura  Kraenzl. (1910)

#### E
- Eria earine  Ridl. (1915)
- Eria elisheae  P.O'Byrne (2000)
- Eria erosula  J.J.Sm. (1922)
- Eria erythrosticta  Ridl. (1917)
- Eria eurostachys  Ridl. (1908)
- Eria euryloba  Schltr. (1911)
- Eria exappendiculata  J.J.Sm. (1925)
- Eria exilis  Hook.f. (1891)

#### F
- Eria fastigiatifolia  Ames (1908)
- Eria feddeana  Schltr. (1912)
- Eria ferruginea  Lindl. (1839)
- Eria fimbriloba  J.J.Sm. (1945)
- Eria foetida  Aver. (1988)

#### G
- Eria gagnepainii  A.D.Hawkes & A.H.Heller (1957)
- Eria geboana  Ormerod (1995)
- Eria genuflexa  J.J.Sm. (1907)
- Eria glandulifera  Deori & Phukan (1988)
- Eria globulifera  Seidenf. (1982)
- Eria gobiensis  Schltr. (1912)
- Eria gracilicaulis  Kraenzl. (1910)
- Eria graminea  Ridl. (1917)

#### H
- Eria halconensis  Ames (1907)
- Eria hallieri  J.J.Sm. (1906)
- Eria hegdei  Agrawala & H.J.Chowdhery (2008 publ. 2009)
- Eria hosei  Rendle (1901)

#### I
- Eria ignea  Rchb.f. (1891)
- Eria imbricata  J.J.Sm. (1908)
- Eria imitans  Schltr. (1912)
- Eria imperatifolia  Ormerod (1995)

#### J
- Eria javanica  (Sw.) Blume (1836) - Especie tipo
- Eria jenseniana  J.J.Sm. (1920)
- Eria junghuhnii  J.J.Sm. (1905)

#### K
- Eria kalelotong  P.O'Byrne & J.J.Verm. (2003)
- Eria kamlangensis  A.N.Rao (2002)
- Eria kandariana  (Kraenzl.) Schltr. (1911)
- Eria kaniensis  Schltr. (1912)
  - Eria kaniensis var. constricta  J.J.Sm. (1934)
  - Eria kaniensis var. kaniensis
- Eria karikouyensis  Schltr. (1906)
- Eria kawengica  Schltr. (1911)
- Eria kenejiana  Schltr. (1912)

#### L
- Eria lacei  Summerh. (1929)
- Eria lactea  Kraenzl. (1911)
- Eria lactiflora  Aver. (1999)
- Eria lamonganensis  Rchb.f. (1857)
- Eria laniceps  Rchb.f. (1863)
- Eria lanigera  Seidenf. (1992)
- Eria lasiopetala  (Willd.) Ormerod (1995)
- Eria lasiorhiza  Schltr. (1911)
  - Eria lasiorhiza var. lasiorhiza
  - Eria lasiorhiza var. unifolia  J.J.Sm. in ?
- Eria latilabellis  Seidenf. (1982)
- Eria ledermannii  Schltr. (1923)
- Eria leucantha  Ridl. (1917)
- Eria lindleyi  Thwaites (1861)
- Eria linearifolia  Ames (1921)
- Eria lineoligera  Rchb.f. (1885)
- Eria lohitensis  A.N.Rao (1989)
- Eria longipes  Gagnep. (1930)
- Eria longirepens  Ridl. (1896)
- Eria longissima  Ames & Quisumb. (1931)

#### M
- Eria macrophylla  Ames & C.Schweinf. (1920)
- Eria marginata  Rolfe (1889)
- Eria mearnsii  Leav. (1909)
- Eria megalopha  Ridl. (1864)
- Eria meghasaniensis  (S.Misra) S.Misra (1989)
- Eria mentaweiensis  J.J.Sm. (1920)
- Eria merapiensis  Schltr. (1911)
- Eria micholitziana  Kraenzl. (1900)
- Eria micholitzii  Kraenzl. (1894)
- Eria minahassae  Schltr. (1911)
- Eria monophylla  Schltr. (1906)
- Eria montana  Schltr. (1919)
- Eria mooreana  F.Muell. ex Kraenzl. (1911)
- Eria moultonii  Ridl. (1912)
- Eria mucronata  Lindl. (1842)
- Eria murkelensis  J.J.Sm. (1928)

#### N
- Eria neglecta  Ridl. (1896)
- Eria nepalensis  Bajrach. & K.K.Shrestha (2003)
- Eria nutans  Lindl. (1840)

#### O
- Eria obscura  Aver. (1988)
- Eria occidentalis  Seidenf. (1982)
- Eria ochracea  Rolfe (1909)
- Eria odontoglossa  Schltr. (1911)
- Eria odorifera  Leav. (1909)
- Eria oligotricha  Schltr.  (1905
- Eria opeatoloba  Schltr.  (1910
- Eria oreogena  Schltr. (1911)
- Eria ornata  (Blume) Lindl. (1830)
- Eria ovilis  J.J.Sm. (1912)

#### P
- Eria pachycephala  Kraenzl. (1910)
- Eria palmifolia  Ridl. (1917)
- Eria parviflora  F.M.Bailey (1901)
- Eria pauciflora  Wight (1851)
- Eria peraffinis  J.J.Sm. (1912)
- Eria perpusilla  C.S.P.Parish & Rchb.f. (1874)
- Eria perspicabilis  Ames (1915)
- Eria petiolata  J.J.Sm. (1922)
- Eria pilifera  Ridl. (1896)
- Eria pinguis  Ridl. (1917)
- Eria piruensis  J.J.Sm. (1928)
- Eria pokharensis  Bajrach. (2003)
- Eria porphyroglossa  Kraenzl. (1911)
- Eria porteri  Seidenf. & A.D.Kerr (1982)
- Eria propinqua  Ames (1922)
- Eria pseudoclavicaulis  Blatt. (1928)
- Eria pseudostellata  Schltr. (1905)
- Eria puberula  Ridl. (1886)
- Eria pulla  Schltr. (1911)
- Eria pulverulenta  Guillaumin (1955)

#### Q
- Eria quadricolor  J.J.Sm. (1906)

#### R
- Eria ramosii  Leav. (1909)
- Eria ramuana  Schltr. (1905)
  - Eria ramuana var. ramuana
  - Eria ramuana var. wariana  Schltr. (1912)
- Eria ramulosa  Ridl. (1912)
- Eria rhizophoreti  Schltr. (1911)
- Eria rhodoleuca  Schltr. (1912)
- Eria robusta  (Blume) Lindl. (1830)
- Eria rolfei  J.J.Sm. (1909)
- Eria rostriflora  Rchb.f. (1868)
- Eria rubifera  J.J.Sm. (1920)

#### S
- Eria sabasaroe  Ormerod (1995)
- Eria sarcophylla  Schltr. (1911)
- Eria sarrasinorum  Kraenzl. (1919)
- Eria scabrilinguis  Lindl. (1859)
- Eria sessilifolia  (J.Fraser) D.L.Roberts & Sayers (2005)
- Eria shanensis  King & Pantl. (1897)
- Eria sharmae  H.J.Chowdhery (1993)
- Eria siamensis  Schltr. (1906)
- Eria sicaria  Lindl. (1859)
- Eria simondii  Gagnep. (1950)
- Eria simplex  Seidenf. (1982)
- Eria singulifolia  Schltr. (1919)
- Eria sopoetanica  Schltr. (1911)
- Eria sordida  Ridl. (1917)
- Eria spirodela  Aver. (1988)
- Eria stenobulba  Schltr. (1919)
- Eria straminea  Kraenzl. (1910)
- Eria subclausa  Schltr. (1912)
- Eria sumatrensis  Ridl. (1898)
- Eria sumbawensis  Rchb.f. (1857)
- Eria summerhayesiana  A.D.Hawkes & A.H.Heller (1957)
- Eria sundaica  J.J.Sm. (1913)
- Eria sutepensis  Rolfe ex Downie (1925)

#### T
- Eria tenuicaulis  S.C.Chen & Z.H.Tsi (1995)
- Eria thwaitesii  Trimen (1885)
- Eria tomentosa  (J.König) Hook.f. (1890)
- Eria tomohonensis  Kraenzl. (1910)
- Eria torricellensis  Schltr. (1905)
- Eria toxopei  J.J.Sm. (1928)
- Eria trichotaenia  Schltr. (1911)
- Eria triloba  Ridl. (1908)
- Eria trilophota  Lindl. (1859)
- Eria truncata  Lindl. (1859)

#### U
- Eria umbonata  F.Muell. & Kraenzl. (1894)
- Eria unifolia  J.J.Sm. (1905)

#### V
- Eria vaginifera  J.J.Sm. (1933)
- Eria valida  Lindl. (1859)
- Eria verruculosa  J.J.Sm. (1913)
- Eria versicolor  J.J.Sm. (1909)
- Eria virginalis  Schltr. (1910)
- Eria viridibracteata  Ridl. (1917)
- Eria vittata  Lindl. (1859)
- Eria vulcanica  Schltr. (1910)

#### W
- Eria wariana  Schltr. (1912)
- Eria wildgrubeana  P.O'Byrne & J.J.Verm.  (2003
- Eria wildiana  Rolfe ex Downie (1925)

#### Y
- Eria yanshanensis  S.C.Chen (1988)